# 南新得駅
南新得駅（みなみしんとくえき）は、かつて北海道上川郡新得町南新得にあった北海道拓殖鉄道の駅である。同鉄道の廃止に伴い廃駅となった。
廃止後もトラック輸送としての北海道拓殖鉄道株式会社本社や車庫・北海道拓殖バス新得営業所・拓鉄公園として整備されている。

## 概要
当駅は当鉄道の運輸事務所や機関庫を有する拠点駅であった。駅舎前の通りには職員住宅が立ち並んでおり、多くの従業員などが暮らしていたことから当地の地番には「拓鉄」の名が残っている。

## 歴史
- 1928年（昭和3年）12月15日 - 新得 - 鹿追間開業に伴い開設。一般駅。
- 1930年（昭和5年）9月30日 - 機関庫増設。
- 1933年（昭和8年）6月3日 - 中音更駅の機関庫をガソリン気動車用客車庫として当駅に移設[1]。
- 1934年（昭和9年）1月11日 - 中音更駅の炭水設備を当駅に移設[2]。
- 1968年（昭和43年）10月1日 - 北海道拓殖鉄道廃止に伴い廃駅。
- 2024年（令和6年）4月6日 - 観光農園「拓鐵キノコタン」オープン。

## 駅名の由来
当地の地域名である新得町の市街地南端に位置する。「新得」の由来については新得駅参照のこと。

## 駅構造
- 交換設備を持つ一般駅[3]。
- 駅舎は新得に向かって右側（東側）にあった。
- 単式ホーム1面、駅舎横の佐幌側（南側）に貨物ホームと引込線2本を有していた。
- 構内の佐幌側端部に転車台と機関庫を有していた。

## 駅周辺
周辺は市街地から外れていたため、当鉄道職員用の共同浴場や娯楽用の集会場（クラブ）が設けられた。
- 佐幌川
- ペンケオタソイ川
- 国道38号
- 北海道新得高等学校

## 廃止後の状況
- 敷地は北海道拓殖バス新得営業所と拓鉄公園になっている。
- 拓殖バス53系統新帯線(新得～鹿追～帯広)、71系統屈足線(新得～屈足)の起終点となっており、停留所名に「南新得」の名を残している。
- 令和6年より、原木シイタケ栽培を中心とした観光農園「拓鐵キノコタン」が開業。

## 隣の駅
北海道拓殖鉄道
北海道拓殖鉄道線
新得駅 - 南新得駅 - 佐幌駅